# Marmeleiro
            Avec l'émancipation politique administrative en l'an 1961, Marmeleiro est une municipalité brésilienne de l'état de Paraná, située dans le sud-ouest de l'état. Selon l'IBGE, sa population estimée en 2017 est de 14 539 habitants. Il a une superficie de 388.86 km²,.

## Maires
| Période | Période | Identité               | Étiquette | Qualité |
| ------- | ------- | ---------------------- | --------- | ------- |
| 2009    | 2012    | Luiz Fernando Bandeira | PP        |         |

## Villes voisines
Marmeleiro est voisine des municipalités (municípios) suivantes :
- Flor da Serra do Sul
- Francisco Beltrão
- Renascença
- Campo Erê dans l'État de Santa Catarina
- Palma Sola dans l'État de Santa Catarina

## Activités principales
L'économie de Marmeleiro est strictement axée sur l'agriculture et l'élevage, avec la plupart des entreprises et des industries de la municipalité dirigée vers le segment de l'agro-industrie. Dans l'industrie se démarquer les activités de: aluminium, métallurgique, vêtements de confection, batteries automobiles, plastique, bois et fabrication de meubles.
Dans le commerce, les secteurs du commerce de détail et du transport se distinguent également comme un grand générateur d'emplois, impliquant des activités de: achat et vente de véhicules, stations-service, ateliers mécaniques, assistance technique spécialisée et représentation commerciale.

## Éducation
La ville de Marmeleiro n'a pas d'établissement d'enseignement supérieur. Selon l'IBGE, en 2015, il y a 1.895 inscriptions à l'école primaire, 197 dans des écoles privées et 1.699 dans des écoles publiques. Au lycée, il y avait 512 inscriptions, toutes provenant des écoles publiques.

## lieux touristiques
```
Marmeleiro est connu comme le Southwest Passarele, en raison de sa situation géographique privilégiée, qui forme la jonction de la route dans le sud-ouest
[
1
]
.
```

```
La population valorise et participe à des activités culturelles et religieuses. Les principales festivités sont: le carnaval de Marmeleiro, connu comme l'un des meilleurs du sud-ouest; la fête du patron de Santa Rita de 
Cássia
 célèbre au mois de mai, se déplace toutes les communautés de la municipalité; et la célébration administrative de l'émancipation politique célébrée le 
25 novembre
, impliquant diverses activités civiques et culturelles
[
1
]
.
```